# Jon Lambea Arangiz
Jon Lambea Arangiz (Bilbao, 15 d'agost de 1973) és un exfutbolista basc, que jugava com a defensa.

## Trajectòria
Format a les categories inferiors de l'Athletic Club, va pujar la temporada 92/93 al filial de Segona Divisió. Eixa mateixa campanya debuta amb el primer equip a la màxima categoria, jugant vuit partits de lliga i un de copa. No va tenir massa oportunitats a la defensa de l'Athletic i va retornar al filial, on va romandre fins a la temporada 95/96, tan sols jugant uns pocs partits en Primera eixos anys.
L'estiu de 1996 deixa l'Athletic i marxa a l'Almeria CF, on es fa amb la titularitat, però el seu equip baixa a Segona B. En aquesta categoria, Lambea acompanya als andalusos una campanya, tot jugant 37 partits. La temporada 98/99 retorna a Segona a les files del CD Ourense, amb qui també baixaria, tot i que aquesta vegada no seria titular. La 99/00 la jugaria a Segona B amb els gallecs, sumant 34 partits i 4 gols.
El seu següent club seria el CD Leganés, on arribaria la temporada 00/01. Amb els madrilenys hi va romandre tres anys en Segona Divisió, amb una mitjana de partits, especialment els 40 jugats la temporada 01/02. Després del descens del Leganés, a l'estiu del 2002 fitxa per la SD Eibar i a la campanya següent, retorna a Almeria, aquesta vegada a les files de la UD Almeria. La temporada 05/06 recala al Zalla UC, de la Segona B, on es retiraria al final d'eixa temporada.